# مداحل
مداحل كانت قرية فلسطينية صغيرة تبعد 30 كيلومتر شمال شرق مدينة صفد على ارتفاع 80 م عن سطح البحر؛ تقع القرية جنوب المنصورة فيما تقع العابسية إلى الجنوب الغربي منها. بلغ عدد سكانها 100 نسمة عام 1931.
.

## القرية قبل الاحتلال
تقع القرية في الطرف الشمالي الشرقي لسهل الحولة، وتبعد كيلومتر إلى الشرق من وادي بانياس .كما كانت تبعد أقل من كيلومتر إلى الجنوب من تل الترمس وهو تل صغير اكتشف فيه آثار بأنه كان يعود إلى الألف الرابع قبل الميلاد.

## احتلال القرية وتطهيرها عرقيًا
تعرض الجليل الشرقي لحملة شنها عليه لواء من الهاجاناه في 15 نيسان 1948. وقد ذكرت تقارير الاستخبارات الإسرائيلية في حزيران، أن كثيرون من الفلسطينيين غادروا قراهِِِِِم خوفاً من أن يهاجموا. استناداً إلى المؤرخ الإسرائيلي بني موريس كانت مداحل من جملة هذه القرى إذا غادرها سكانها في 30 نيسان وقد حدث النزوح قبل الهجوم الصهيوني على صفد في 10 مايو وربما كان السبب القصف بمدافع الهاون الذي قامت به الهاجاناه، إذ اعتمدت الهاغاناه أسلوب قصف القرى المجاورة لصفد في أثناء تلك الحملة.

## القرية اليوم
لم يبق أثر لأبنية القرية اليوم. والموقع تكسوه الحشائش والقصب ونبات الصبار. أما الأراضي المحيطة فيزرعها سكان مستعمرة كفار سولد.

## وصلات خارجية
- مداحل ترحب بكم